# Fiddler's Green
Fiddler's Green, traducibile come "il prato del violinista", è un luogo post-mortem appartenente al folclore inglese del XIX secolo, nel quale vi è un violinista che suona musica senza mai fermarsi e danzatori che non smettono mai di ballare. Secondo le credenze, a guadagnare l'accesso a questo posto erano i marinai che avevano servito in mare per almeno cinquant'anni.
Talvolta il termine "Fiddler's Green" è stato adattato in italiano con "Paradiso dei marinai".

## Nella letteratura
- Fiddler's Green appare nel romanzo The Dog Fiend; Or, Snarleyyow di Frederick Marryat, nel testo di una canzone cantata dai marinai:

At Fiddler’s Green, where seamen true
When here they’ve done their duty
The bowl of grog shall still renew

And pledge to love and beauty
- Herman Melville descrive Fiddler's Green come il termine dei marinai per indicare "quella porzione dell’orbe terracqueo provvidenzialmente riservata alle balere, alle puttane e agli osti" nel suo romanzo postumo Billy Budd.[4]
- "Fiddler's Green" è il titolo di un romanzo del 1950 di Ernest Kellogg Gann, riguardante un criminale fuggitivo che lavora come marinaio dopo essere scappato clandestinamente.[6]
- Un racconto di Richard McKenna pubblicato nel 1967 è intitolato "Fiddler's Green". In questo si ragiona sulla capacità di creare una realtà collettiva fittizia, soprattutto quando un vasto numero di persone vi dà credito. I protagonisti del racconto sono dei marinai, creatori del mito di Fiddler's Green.[7]
- Nella serie a fumetti Sandman di Neil Gaiman, Fiddler's Green è un posto situato nel Sogno, un luogo nel quale i marinai hanno sognato per centinaia di anni.
- Nel romanzo Costa sottovento di Patrick O'Brian, il personaggio di Jack Aubrey descrive la vita di diversi marinai che vivono insieme sulla terra, paragonandola al Fiddler's Green.[5]

• Nella serie di romanzi "Cut & Run" della scrittrice americana Abigail Roux, tradotti in italiano come "Armi e bagagli", uno dei protagonisti, ex marine di origine irlandese, Nick O'Flaherty, vive su uno yacht chiamato Fiddler's green.

## Nella musica
- Una canzone chiamata "Fiddler's Green", o più spesso "Fo'c'sle Song", è stata scritta da Jojn Conolly, un cantautore del Lincolnshire. È stata registrata da Tim Hart e Maddy Prior per il loro album Folk Songs of Olde England Vol. 2 (1968), dai Dubliners per il loro album Plain and Simple (1973) e dagli Irish Rovers per il loro album Upon a Shamrock Shore: Songs of Ireland & the Irish (2000).[8][9][10] Il gruppo musicale statunitense Schooner Fare ha affermato che si sono uniti grazie a questa canzone. Questa canzone viene cantata nei circoli nautici e irlandesi di tutto il mondo, tanto che spesso viene erroneamente considerata come una canzone tradizionale.[11]
- "Fiddler's Green" è una canzone dell'album Road Apples della rock band canadese The Tragically Hip, scritta da Charles Gillespie, nipote del frontman Gord Downie, deceduto prima della pubblicazione dell'album.[12]
- "Fiddler's Green" è una canzone dell'album Four Spacious Guys (1996) dei Marley's Ghost.
- "Fiddler's Green" è il nome dell'album di Tim O'Brien vincitore del Grammy Award del 2005.
- Fiddler's Green è un gruppo musicale tedesco folk-rock, creato nel 1990.
- "Fiddler on the Green" è una canzone del gruppo Demons & Wizards, dalla quale viene anche il titolo dell'album del 1999.
- Fiddler's Green è menzionato nella canzone "The Final Trawl" di Archie Fisher, dall'album Windward Away.[13]
- Fiddler's Green viene menzionato nel brano "Hoist the Colours" di Hans Zimmer, scritto appositamente per il film Pirati dei Caraibi - Ai confini del mondo.[14]

## Nelle forze armate statunitensi
- "Fiddler's Green" è il titolo di una poesia pubblicata sulla rivista Cavalry Journal della US Army nel 1923, ed è stata associata alla 1st Cavalry Division.[15]

Halfway down the trail to Hell in a shady meadow green,
are the Souls of all dead troopers camped near a good old-time canteen,
and this eternal resting place is known as Fiddlers' Green.
Marching past, straight through to Hell, the Infantry are seen,
accompanied by the Engineers, Artillery and Marine,
for none but the shades of Cavalrymen dismount at Fiddlers' Green.
Though some go curving down the trail to seek a warmer scene,
no trooper ever gets to Hell ere he's emptied his canteen
and so rides back to drink again with friends at Fiddlers' Green.
And so when man and horse go down beneath a saber keen,
or in a roaring charge fierce melee you stop a bullet clean,
and the hostiles come to get your scalp,
just empty your canteen and put your pistol to your head

and go to Fiddlers' Green.
- Il Corpo dei Marines operava nella base Fiddler's Green, nella valle del fiume Helmand, in Afghanistan.[16]